# Харзум
Харзум (нем. Harsum) — община в Германии, в земле Нижняя Саксония.
Входит в состав района Хильдесхайм. Население составляет 11 751 человек (на 31 декабря 2010 года). Занимает площадь 49,93 км².
Коммуна подразделяется на 9 сельских округов.
| Год  | Население |
| ---- | --------- |
| 1990 | 10 296    |
| 1995 | 10 924    |
| 2000 | 11 707    |
| 2005 | 12 257    |
| 2010 | 11 862    |